# Maud Welzen
Maud Welzen (née le 13 novembre 1993) est une mannequin néerlandaise et ancienne mannequin de Victoria Secret. Elle réside actuellement dans son lieu de naissance, dans le sud des Pays-Bas, et est mariée à Bram Aarts depuis le 31 août 2019,.

## Carrière
Elle est découverte à Paris lors d'un voyage scolaire à l'âge de treize ans. Elle commence sa carrière en 2010 et défile pour Moschino, Victoria's Secret, Chanel, Burberry, Vera Wang, Alexander McQueen, Valentino SpA, Viktor & Rolf, Michael Kors, Monique Lhuillier, Dolce & Gabbana et Giambattista Valli.
Lors du défilé de mode 2012, elle est présente pour PINK, la plus jeune ligne de Victoria's Secret.  

## Vie privée
Elle épouse Bram Aarts à Châtau St. Gerlach dans le Limbourg le 31 août 2019, après s'être fiancée un peu plus de quatre mois auparavant, le 18 avril 2019. Le mariage est suivi par de plusieurs collègues et amis modèles néerlandais de Welzen, dont Romee Strijd, Sanne Vloet, Julia van Os ou Daphne Groeneveld.